# Amphilophus xiloaensis
 Amphilophus xiloaensis és una espècie de peix de la família dels cíclids i de l'ordre dels perciformes.

## Morfologia
Els mascles poden assolir els 16 cm de longitud total.

## Distribució geogràfica
Es troba a l'Amèrica Central: és una espècie de peix endèmica del llac Xiloá (Nicaragua).